# Maks Portugal
Maks Portugal Zamora, también escrito Max Portugal (La Paz, 6 de octubre de 1907-1984) fue un arqueólogo y artista boliviano.

## Formación
Desde su juventud tuvo curiosidad por la arqueología, en los años 30 fundó junto a intelectuales como Carlos Medinacelli, Alfonsina Paredes y Moreno Palacios el Centro Cultural Tiawanacu, trabajó junto a Wendell Bennet y en otra etapa con Arthur Posnansky, con quien posteriormente discreparía.
En 1971, junto a su hijo Max Portugal Ortiz, realizó las primeras investigaciones en el Valle Alto de Tiahuanacu.

## Obra
Entre sus publicaciones se encuentran los textos:
- Las  Ruinas  de  Jesús  de  Machaca.  En:  Revista  Geográfica  Americana (Buenos Aires),  XVI, 98 (1941).
- El  misterio  de  las  tumbas  de  Wanqani.  En:  Khana  (La  Paz),  III, III, 11-12 (1955)
- Plano  arqueológico  de  la  ciudad  de  La  Paz,  la  antigua  Chuki  Apu Marka". En: Khana (La Paz), 17-18 (1956)
- Arqueología  de  La  Paz.  En:  Ponce  S.,  C.,  ed.,  Arqueología Boliviana, Primera Mesa Redonda: 343-401. La Paz, 1957
- Sullkatata. En: Ponce, C., ed., Arqueología Boliviana, Primera Mesa Redonda: 223-231. La Paz, 1957
- Nuevos hallazgos arqueológicos en la zona noroeste del lago Titicaca - Escoma". En: Khana (La Paz), VIII, I, 35 (1961)
- Casa de Murillo (1962)[4]
- Un  ídolo  más  en  ‘Tambo  Kusi.  (Prov.  Larecaja)  En:  Khana(La Paz), X, I, 2 fotos, 38 (1967).
- Estudio arqueológico de Copacabana. En: Jornadas Peruano-Bolivianas de Estudio Científico del Altiplano y del Sur del Perú (La Paz), II (1977)
- Aspectos  generales  sobre  Tiwanaku  del  área  circundante  al  lago  Titikaka".  En:  Arqueología  Boliviana  (La  Paz),  INAR,  3  (1988)